# Episodi di Venerdì 13 (prima stagione)
La prima stagione della serie televisiva Venerdì 13 è stata trasmessa in anteprima negli Stati Uniti d'America dalla Fox tra il 3 ottobre 1987 e il 25 luglio 1988.
| nº | Titolo originale                   | Titolo italiano | Prima TV USA     | Prima TV Italia |
| -- | ---------------------------------- | --------------- | ---------------- | --------------- |
| 1  | The Inheritance                    |                 | 3 ottobre 1987   |                 |
| 2  | The Poison Pen                     |                 | 10 ottobre 1987  |                 |
| 3  | Cupid's Quiver                     |                 | 12 ottobre 1987  |                 |
| 4  | A Cup of Time                      |                 | 19 ottobre 1987  |                 |
| 5  | Hellowe'en                         |                 | 26 ottobre 1987  |                 |
| 6  | The Great Montarro                 |                 | 2 novembre 1987  |                 |
| 7  | Doctor Jack                        |                 | 9 novembre 1987  |                 |
| 8  | Shadow Boxer                       |                 | 21 novembre 1987 |                 |
| 9  | Root of All Evil                   |                 | 28 novembre 1987 |                 |
| 10 | Tales of the Undead                |                 | 25 gennaio 1988  |                 |
| 11 | Scarecrow                          |                 | 1º febbraio 1988 |                 |
| 12 | Faith Healer                       |                 | 8 febbraio 1988  |                 |
| 13 | The Baron's Bride                  |                 | 15 febbraio 1988 |                 |
| 14 | Bedazzled                          |                 | 22 febbraio 1988 |                 |
| 15 | Vanity's Mirror                    |                 | 29 febbraio 1988 |                 |
| 16 | Tattoo                             |                 | 7 marzo 1988     |                 |
| 17 | The Electrocutioner                |                 | 18 aprile 1988   |                 |
| 18 | Brain Drain                        |                 | 25 aprile 1988   |                 |
| 19 | The Quilt of Hathor                |                 | 2 maggio 1988    |                 |
| 20 | The Quilt of Hathor: The Awakening |                 | 9 maggio 1988    |                 |
| 21 | Double Exposure                    |                 | 16 maggio 1988   |                 |
| 22 | The Pirate's Promise               |                 | 27 giugno 1988   |                 |
| 23 | Badge of Honor                     |                 | 5 luglio 1988    |                 |
| 24 | Pipe Dream                         |                 | 11 luglio 1988   |                 |
| 25 | What a Mother Wouldn't Do          |                 | 18 luglio 1988   |                 |
| 26 | Bottle of Dreams                   |                 | 25 luglio 1988   |                 |